# Referentgranskning
| Referentgranskning |
| --- |
| En referent på amerikanska National Institutes of Health granskar en anslagsansökan. - Betydelse – granskningsprocess vid akademisk publicering eller forskningsanslag - Internationellt ord – peer review (engelska) - Andra ord – expertgranskning, sakkunnigbedömning, sakkunniggranskning, kollegial granskning, (kollegial) fackgranskning, kollegial utvärdering, refereegranskning |

Referentgranskning, även kallat peer review (engelska för ”likars granskning”; även översatt som expertgranskning, sakkunnig kollegial granskning, kollegial utvärdering, kollegial fackgranskning eller refereegranskning) är en process som används vid akademisk publicering av vetenskapliga artiklar och vissa läroböcker på akademiska förlag, samt vid utdelandet av anslag för forskning. Processen liknar lektörsgranskning av annan litteratur.
Referentgranskning syftar till att upprätthålla vetenskaplig standard och objektivitet, att avlasta förlag, redaktörer och anslagsgivare från omfattande granskningsarbete, samt att komplettera deras kompetens och perspektiv på vad som är god forskning.

## Tillvägagångssätt
Utgivare av vetenskapliga tidskrifter och böcker, samt anslagsgivande organ, använder oberoende forskare inom samma ämnesområde vid andra lärosäten för att förhandsgranska, välja ut och sålla bort inkomna manuskript och projektförslag samt ge synpunkter och kompletteringsuppgifter. Dessa granskare (referenter, engelska referees eller reviewers) är i allmänhet oberoende av författaren. Granskarna är vanligen anonyma, det vill säga den vars text ska granskas vet vanligen inte vilka som granskar (s.k. enkelblind granskning). Även dubbelblind granskning förekommer, det vill säga att granskarna inte heller får veta namnet på respondenten, exempelvis vid bedömning av anslagstilldelning.
Granskarna kontrollerar om de hittar fel i metoder och resonemang och avgör om artikeln, boken eller projektförslaget har tillräckligt vetenskapligt nyhetsvärde och i andra avseenden håller tillräckligt hög vetenskaplig standard för att kunna publiceras eller accepteras. Artikeln eller boken kan sedan publiceras i befintligt skick, refuseras eller publiceras efter föreslagna ändringar. 
Konferenser och publikationer med låg andel accepterade bidrag blir ofta välrenommerade - dvs bidragen kan få många citeringar - men lider av fördröjd publicering till följd av långsam granskningsprocedur. Artiklar i fackvetenskapliga tidskrifter, så kallade journaler, anses av det skälet i allmänhet ha högre vetenskapligt värde än konferensbidrag. Publiceringen fungerar på något olika sätt inom olika forskningsfält och för olika konferenser och tidskrifter.  Ofta publicerar forskare först en kort artikel i samband med en konferens, för att snabbt få ut sina resultat, och senare en fördjupad studie av samma område i en ansedd journal. Ibland sker ingen förhandsgranskning vid konferenser, utan granskarna utser bästa bidrag från konferensen, och dessa får bli publicerade i en tidskrift. Ibland sänder man endast in en utökad sammanfattning, vanligen på 2-3 sidor, för granskning, i syfte att avlasta referenterna och påskynda processen, medan den kompletta artikel som sänds in en tid efter besked om acceptans kan vara på 5-10 sidor.  
Vid granskning av avhandlingar är opponenten och granskningskommittén inte anonyma och oberoende, utan ingår ofta i handledarens kontaktnät. I synnerhet vid sammanläggningsavhandlingar (till skillnad från monografier) baseras avhandlingen emellertid på redan referentgranskade artiklar.

## Kritik
Metoden har anklagats för att ha brister. En referent kan medvetet eller omedvetet låta hänsyn till sin egen karriär påverka bedömningen av konkurrerande forskares artiklar och ansökningar. De som granskar artiklarna håller sig gärna till sådant som redan är vetenskapligt vedertaget, vilket ibland får till följd att artiklar som är omvälvande inom något område avvisas. 
Även om kollegial bedömning kan anses vara den bästa modellen som finns att tillgå, så har forskning visat att den är långt ifrån objektiv eller neutral. Hur bedömarna definierar eller ser på kvalitet beror på vetenskaplig hemvist, partiskhet och en rad andra mekanismer. Det riskerar att missgynna såväl kvinnor som kritisk och tvärvetenskaplig forskning överlag.
Referenten behärskar inte alltid artikelns ämne, och väljer i vissa fall att bedöma artikelns språk och form snarare än själva resultatet. Svårbegripliga artiklar stoppas inte alltid, om granskaren inte vill erkänna sin okunskap. Tvärtom kan formellt akademiskt språk och onödigt många matematiska formler ibland underlätta acceptansen av en artikel med tveksamt nyhetsvärde. Det finns exempel på författare som på skämt avsiktligt har skrivit artiklar fyllda med nonsenstext och innehållslösa formler, som har accepterats av granskare, se nedan.
Richard Horton, redaktör för den brittiska medicinska tidskriften The Lancet, har sagt att
| ” | Ett misstag är naturligtvis att tro att referentgranskning skulle vara något mer än ett grovt sätt att avgöra acceptansen för - inte giltigheten av - en ny upptäckt. Redaktörer såväl som forskare vidhåller referentgranskningens centrala betydelse. Vi presenterar referentgranskning för allmänheten som vore det en närmast helig process som bidrar till att göra vetenskapen till vår mest objektiva metod att söka sanningen. Men vi vet att referentgranskningen är partisk, orättvis, oansvarig, ofullständig, enkel att bemöta och manipulera, ofta kränkande, oftast okunnig, ibland dum, och inte sällan felaktig. | „ |

### Exempel
- Wessex Institute of Technologys referentgranskning har accepterat parodiska artiklar[4]

- IEEE:s referentgranskning har accepterat skämtartiklar och pseudovetenskap[5][6][7][8][9][10]

## Olika namn
Engelskans peer review har på svenska kommit att få ett antal olika översättningar, hos olika utbildningsinstitutioner och vetenskapliga organ. Dessa benämningar inkluderar:
- Referentgranskning (Läkartidningen)[11]
- Sakkunnigbedömning (Lunds universitet)[12]
- Sakkunniggranskning (Vetenskapsrådet)[13]
- Kollegial granskning (Umeå universitet)[14]
- Expertgranskning[15] (Karolinska institutet[16])
- Refereegranskning (Göteborgs universitet[17])
- Kollegial utvärdering[18]
- Fackgranskning[19]
- Kollegial utvärdering[20]

Det engelska ordet peer review har dock fått stort genomslag även vid bruk i svensk text, vid sidan av referentgranskning.